# Unie českých a slovenských zoologických zahrad
Unie českých a slovenských zoologických zahrad (UCSZOO, dříve UCSZ) je organizace sdružující 16 českých a 4 slovenské zoologické zahrady. Cílem UCSZOO je podporovat vzájemnou spolupráci zoo, zpřístupňovat jim zahraniční zkušenosti a mezinárodní kontakty a společně působit na veřejnost a podnikatele. Unie byla založena v roce 1990 v Bratislavě v tehdejším Československu. Od roku 2023 je jejím prezidentem Dr. Ing. Radomír Habáň, ředitel Zoo Olomouc.
Snahou zoo, zapojených do spolupráce v rámci UCSZOO, je neustále zlepšovat standardy všech aktivit a zúročovat pro mnohé kontroverzní držení volně žijících zvířat v lidské péči.  A tak se zoologické zahrady vydávají na cestu spolupráce, aby přispěly k hlubšímu poznání života zvířat, vedoucímu k nalezení nových strategií jejich ochrany.
Osmnáct zoologických zahrad s dlouhou tradicí své existence ve dvou státech v srdci Evropy má velké množství odborníků v oblasti zoologie a chovatelství, vzdělávání a výchovy lidí, marketérů, stavitelů, ekonomů… a dalších mnoha řemesel, sdružených a spolupracujících v desítkách odborných komisí UCSZOO.
UCSZOO je zdrojem optimismu, že si moderní zoologické zahrady i v budoucnu obhájí své postavení a oblibu u veřejnosti, získají mnohem důležitější postavení a zároveň má závazek vůči přírodě, který by bez pomoci a vzájemné spolupráce mezi zoo a současně s dalšími veřejnými i soukromými institucemi nebylo možné zvládnout. Unie podporuje např. cenu Bílý slon, která je určena za nejlepší odchovy zvířat a nejlepší stavby v zoo.

## Členské zoo

### Česko
- Zoo Brno
- Zoo Děčín
- Zoo Dvůr Králové
- Zoo Hluboká
- Zoo Hodonín
- Zoo Na Hrádečku
- Zoo Chleby
- Zoopark Chomutov
- Zoo Jihlava
- Zoo Liberec
- Zoo Olomouc
- Zoo Ostrava
- Zoo Plzeň
- Zoo Ústí nad Labem
- Zoopark Vyškov
- Zoo Zlín

### Slovensko
- Zoo Bojnice
- Zoo Bratislava
- Zoo Košice
- Zoo Spišská Nová Ves

## Členství v mezinárodních organizacích
UCSZOO je členem světových a mezinárodních organizací zabývajících se chovem a ochranou zvířat:
- člen Mezinárodního svazu ochrany přírody – IUCN
- člen Světové asociace ZOO a akvárií – WAZA
- člen Evropské asociace ZOO a akvárií – EAZA (většina členských zoo je přímými členy EAZA).